# Sem lugar para se esconder
Sem lugar para se esconder (no original No Place to Hide: Edward Snowden, the NSA, and the U.S. Surveillance State) é um livro de não ficção lançado em 2014 pelo jornalista investigativo norte-americano Glenn Greenwald, vencedor do Prêmio Pulitzer de Jornalismo e Serviço.
O livro contém revelações acerca da   vigilância global, feitas por Edward Snowden, um administrador de sistemas da National Security Agency (NSA) e foi responsável pelo maior "vazamento" de documentos secretos da história da espionagem. Snowden expôs, em 2013, o funcionamento de programas de vigilância do governo de seu país e de aliados. Revelou, entre outras coisas, como era feito o monitoramento de comunicações de cidadãos americanos e estrangeiros, inclusive de líderes de países como Alemanha, França e Brasil. Os documentos do arquivo de Snowden, citados no livro, estão disponíveis online. 
Greenwald narra sua  estadia de dez dias em Hong Kong e analisa as implicações mais profundas do sistema de vigilância norte-americano, apresentando parte dos documentos inéditos que lhe foram confiados pelo próprio Snowden, sobre os abusos de poder sem precedentes da NSA.